# 卑怯
| ウィキペディアには「卑怯」という見出しの百科事典記事はありません（タイトルに「卑怯」を含むページの一覧/「卑怯」で始まるページの一覧）。 代わりにウィクショナリーのページ「卑怯」が役に立つかもしれません。 |